# حملة أتلانتا
حملة أتلانتا كانت شاملة لعدة معارك حول مدينة أتلانتا في الشمال الشرقي لولاية جورجيا وهي من ضمن الحرب الأهلية الأمريكية.